# Mario Sensat
Mario Sensat (Barcelona, 2 d'octubre de 1999) és un actor de teatre, cinema i televisió català. Conegut per sortir en la producció de cinema Furies.
El 2023 va participar en el videoclip de la cantant catalana Suu. Mario està cursant el primer grau d'interpretació a l'Escola Nancy Tuñon. L'octubre de 2023 va rodar Furias sota la direcció del director català Rubén Sánchez a Figueras. En la ficció intereptava un noi fill del policia del Barri. Aquell mateix any va ser confrimar per la producció A tu vera on repetiría amb el mateix director.